# Verordnung (EG) Nr. 1073/2009
Die Verordnung (EG) Nr. 1073/2009 enthält Regelungen zur EU-Gemeinschaftslizenz. Sie enthält Bestimmungen zum Marktzugang, zur Genehmigungspraxis im Linien- und Gelegenheitsverkehr und zu den anschließenden Kontrollen im Außendienst. In der Anlage stehen notwendige Sicherheitsmerkmale.

## Inhalt
- Kapitel 1: Allgemeine Bestimmungen
- Kapitel 2: Gemeinschaftslizenz und Marktzugang
- Kapitel 3: Genehmigungspflichtiger Linienverkehr
- Kapitel 4: Gelegenheitsverkehr und andere nicht genehmigungspflichtige Verkehrsdienste
- Kapitel 5: Kabotage
- Kapitel 6: Überwachungsverfahren und Ahndung von Verstößen
- Kapitel 7: Durchführung
- Kapitel 9: Schlussbestimmungen

## Anhänge
- Anhang 1: Sicherheitsmerkmale der Gemeinschaftslizenz
- Anhang 2: Muster für die Gemeinschaftslizenz
- Anhang 3: Entsprechungstabelle[1]

## Umsetzung
Die Verordnung muss durch die Mitgliedstaaten umgesetzt werden.

### Deutschland
In Deutschland wird sie durch das Personenbeförderungsgesetz umgesetzt. Zuständig ist das Bundesministerium für Verkehr.